# Василь Такач
Василь Такач (нар. 27 жовтня 1879, с. Вучкове, Мармарощина — пом. 13 травня 1948, Піттсбург) — єпископ Русинської греко-католицької церкви, апостольський екзарх США, титулярний єпископ Зели.

## Життєпис
Народився в с. Вучкове — нині Міжгірський район Закарпатської області. Висвятив його на священика 12 грудня 1902 р. єпископ Мукачівської греко-католицької єпархії Юлій Фірцак. І відправив його на служіння в село Малий Раковець (жупа Угоча), і служив там до 1 березня 1911 року. З 1911 р. — управитель єпархіальної фундаційної Каси та директор видавничої спілки «Уніо» в Ужгороді, від 1919 духівник єпархіальної семінарії. 20 травня 1924 року призначений греко-католицьким єпископом для закарпатців у США з осідком у Мунгалі (Пенсільванія) і титулярним єпископом Зели. 15 червня того ж року в Римі отримав єпископську хіротонію з рук єпископів: Перемишльського Йосафата Коциловського, Крижевецького Діонісія Няраді та єпископа Італо-албанської католицької церкви Джованні Меле.
Під тиском Риму 1930 р. ввів целібат, що викликало релігійну боротьбу і дало початок незалежній (православній) закарпатській єпархії у Джанставні. З 1946, через хворобу, єпархією управляв його помічник єпископ Даніель Іванчо.
Помер 13 травня 1948 року в Піттсбурзі.